# Au Kin-yee
Pour les articles homonymes, voir  Au.
Au Kin-yee (欧健儿) est une scénariste hongkongaise.

## Filmographie

### Au cinéma
- 1995 : Kung chong tin ngai
- 2001 : Running Out of Time 2 (Am zin 2)
- 2002 : Fat Choi Spirit (Lik goo lik goo san nin choi)
- 2002 : My Left Eye Sees Ghosts (Ngo joh ngan gin do gwai)
- 2003 : Baak nin hiu gap
- 2003 : PTU
- 2003 : Turn Left, Turn Right (Heung joh chow heung yau chow)
- 2003 : Running on Karma (Daai zek lou)
- 2004 : Gwai ma kwong seung kuk
- 2004 : Yau doh lung fu bong
- 2004 : Yesterday Once More (Lung fung dau)
- 2005 : Hei ma lai ah sing
- 2006 : The Shopaholics (Jui oi nui yun kau muk kong)
- 2007 : Gun chung
- 2007 : Triangle (Tie saam gok)
- 2007 : Mad Detective (San taam)
- 2009 : Kei tung bou deui - Tung pou
- 2009 : Written By
- 2011 : Dyut meng gam
- 2013 : Cold Eyes (en) (Gam-si-ja-deul)
- 2021 : Limbo